# Bound for Glory (2014)
Cet article concerne l'édition 2014 du pay-per-view Bound for Glory. Pour toutes les autres éditions, voir TNA Bound for Glory.
L'édition 2014 de Bound for Glory est une manifestation de catch professionnel télédiffusée et visible uniquement en paiement à la séance. L'événement, produit par la Total Nonstop Action Wrestling, a eu lieu le 12 octobre 2014 au Korakuen Hall à Tokyo au Japon. L’événement sera pour la première fois tourné en dehors des États-Unis et sera en collaboration avec la fédération japonaise Wrestle-1.

## Contexte
L'annonce du lieu de Bound for Glory a été faite le 25 juin au cours d'une conférence de presse à New York, dans le cadre des enregistrements des émissions de la Total Nonstop Action Wrestling (TNA). Début juillet, il est annoncé que cet événement va opposer les meilleurs catcheurs de la Wrestle-1 aux catcheurs de la TNA, et seulement un match en lien avec les scénarios ou storylines de la TNA. En raison du décalage horaire entre le Japon et les États-Unis ainsi qu'à cause des problèmes financiers de la TNA, le spectacle a été enregistré alors qu'il est d'usage de diffuser ce genre de spectacle en direct et les commentateurs de la TNA, Mike Tenay et Tazz, n'ont pas été du voyage et ont fait leur travail depuis les locaux de Nashville,.
Le 10 juillet, Sanada a perdu son titre de champion de la division X de la TNA qu'il a depuis le 2 mars au Japon,. À la suite de cette défaite, James Storm a fait comprendre au japonais que son mentor, le fondateur de la Wrestle-1, The Great Muta, a fait de lui un loser et le 24 juillet Storm et Sanada ont attaqué Muta après sa victoire expéditive sur Robbie E. Sanada a ensuite changé de nom de ring pour celui de The Great Sanada et a un maquillage au visage similaire à celui qu'utilise son ancien mentor.

## Hall of Fame
Cette année aura lieu la troisième cérémonie des Hall of Fame de la TNA. Celle-ci est annoncée depuis Slammiversary XII. Les membres du Hall of Fame qui ont été annoncés par Kurt Angle lors de Slammiversary XII sont la Team 3D, qui seront introduits par Dixie Carter, qui est la présidente de la TNA. Ils rejoignent donc The Icon Sting ainsi que Kurt Angle dans le Temple de la Renommée.

## Déroulement
La diffusion du spectacle commence avec une vidéo retraçant la rivalité entre James Storm et The Great Sanada d'un côté et The Great Muta. Après cela, débute la diffusion du spectacle au Korakuen Hall, Mike Tenay et Tazz sont aux commentaires depuis Nashville et Jeremy Borash est l'annonceur, le ring est celui de la Wrestle-1 avec quatre côtés,.
Le premier match est oppose le catcheur de la Wrestle-1 Minoru Tanaka à Manik. Après plusieurs prises, Tanaka a pris le dessus sur Manik en effectuant un dropkick. Manik s'est caché sous le ring et alors que son adversaire le cherche, il arrive derrière lui pour lui porter un neckbreaker et après quelques coups donnés au sol et un dropkick donné dans le dos du japonais il a tenté le tombé sans succès. Il a encore une fois tenté le tombé après une back suplex. Tanaka est revenu dans le match en effectuant notamment un Knee drop. Au bout d'un peu plus de 9 minutes, Manik a ensuite repris le dessus une dernière fois en effectuant un brainbuster avant de perdre par soumission à la suite d'une clé de bras.
Après le match, un extrait du match entre la Team 3D (Bully Ray et Devon) contre Rick Steiner et Animal pour promouvoir l'entrée au Hall of Fame de la Team 3D. C'est suivi d'une vidéo d'Ethan Carter III (EC3) qui rappelle que cela fait un an qu'il travaille dans cette fédération et qu'il est invaincu.
EC3 arrive en premier sur le ring et prend le micro s'adresser au public et il se moque des japonais en parlant lentement pour dire « Me EC3, Me very good. Me undefeated. » avant d'annoncer qu'il compte porter un bodyslam sur son adversaire, l'ancien sumotori Ryota Hama. EC3 se moque du passé de sumo de son adversaire en ayant les mêmes postures qu'un sumotori avant son combat. Le japonais se met debout st son adversaire avant de lui porter un bodyslam puis un splash en effectuant une roulade. EC3 a tenté un bodyslam mais il n'a pas réussi à soulever l'ancien sumo. Le japonais projette son adversaire dans un coin avant d'effectuer un running splash puis un Rikishi splash en faisant un demi-tour pour que ses fesses heurtent la tête de son adversaire. Il tente le tombé mais EC3 réussit à bouger ses épaules avant de tenter une deuxième de lui porter un bodyslam mais il se déséquilibre et Hama se retrouve couché sur lui il tente donc le tombé sans succès. EC3 s'assit dans un coin et Hama en profite pour lui monter de plus près ses fesses, l'américain se venge de cet affront en lui donnant un coup de pied dans l'entrejambe avant de faire le tombé et de remporter le match.
On retrouve MVP qui déclare qu'il est un fan de puroresu et qu'au Japon il y a les meilleurs catcheurs au monde. C'est la raison de son départ de la World Wrestling Entertainment fin 2010. Il déclare qu'il s'est renseigné sur son adversaire (Kazma Sakamoto) et n'est pas impressionné.
Le troisième match oppose MVP à Kazma Sakamoto. Après quelques minutes de combat, MVP attrape son adversaire par les cheveux avant de lui porter un bodyslam. Il a ensuite tenté d'infliger une descente du coude au japonais qui a quitté le ring. MVP le rejoint en effectuant un crossbody rapidement suivi d'un coup de pied au visage de Sakamoto qui se retrouve projeté de l'autre côté de la barrière de sécurité. L'américain ramène son adversaire sur le ring et tente à deux reprises le tombé sans succès. Sakamoto revient dans le match et après l'avoir asséné de coups au visage dans un des coins il porte un coup de pied dans la jambe de son adversaire qui se retrouve au sol. Sakamoto parodie alors la gestuelle de son adversaire quand il s'apprête à porter une descente du coude mais MVP contre sa prise en levant ses jambes. L'américain reprend le dessus et lui porte une descente du coude avant de tenter le tombé sans succès. Sakamoto revient en mettant son adversaire à genou et lui donne des coups de pied au visage ; MVP le contre avant de lui porter un coup de pied au visage avant de faire le tombé et de remporter le match.
On voit une vidéo de Samoa Joe qui parle de la division X et de ses adversaires et déclare qu'il va quitter le ring avec sa ceinture.
Le quatrième match est un Three Way match pour le championnat de la division X de la TNA et oppose le champion Samoa Joe à Low-Ki et Kaz Hayashi. Rapidement Low-Ki et Hayashi se retrouvent dans le même coin où Samoa Joe leur porte un running splash.

## Résultats
| #                                                                | Matchs                                                                      | Stipulation                                             | Durée |
| ---------------------------------------------------------------- | --------------------------------------------------------------------------- | ------------------------------------------------------- | ----- |
| 1                                                                | Minoru Tanaka bat Manik                                                     | Match simple                                            | 9:53  |
| 2                                                                | Ethan Carter III bat Ryota Hama                                             | Match simple                                            | 5:50  |
| 3                                                                | MVP bat Kazma Sakamoto                                                      | Match simple                                            | 8:07  |
| 4                                                                | Samoa Joe (c) bat Low-Ki et Kaz Hayashi                                     | Triple Threat match pour le TNA X Division Championship | 10:32 |
| 5                                                                | Novus (Jiro Kuroshio & Yusuke Kodama) battent Andy Wu & El Hijo del Pantera | Match par équipe                                        | 9:15  |
| 6                                                                | Team 3D (Devon & Bully Ray) battent Abyss & Tommy Dreamer                   | Hardcore Tag Team match                                 | 12:53 |
| 7                                                                | Havok (c) bat Velvet Sky                                                    | Match simple pour le TNA Women's Knockout Championship  | 6:00  |
| 8                                                                | Tajiri & The Great Muta battent James Storm & The Great Sanada              | Match par équipe                                        | 14:00 |
| (c) désigne le(s) champion(s) défendant son titre dans le match. |                                                                             |                                                         |       |